# Hơi cay

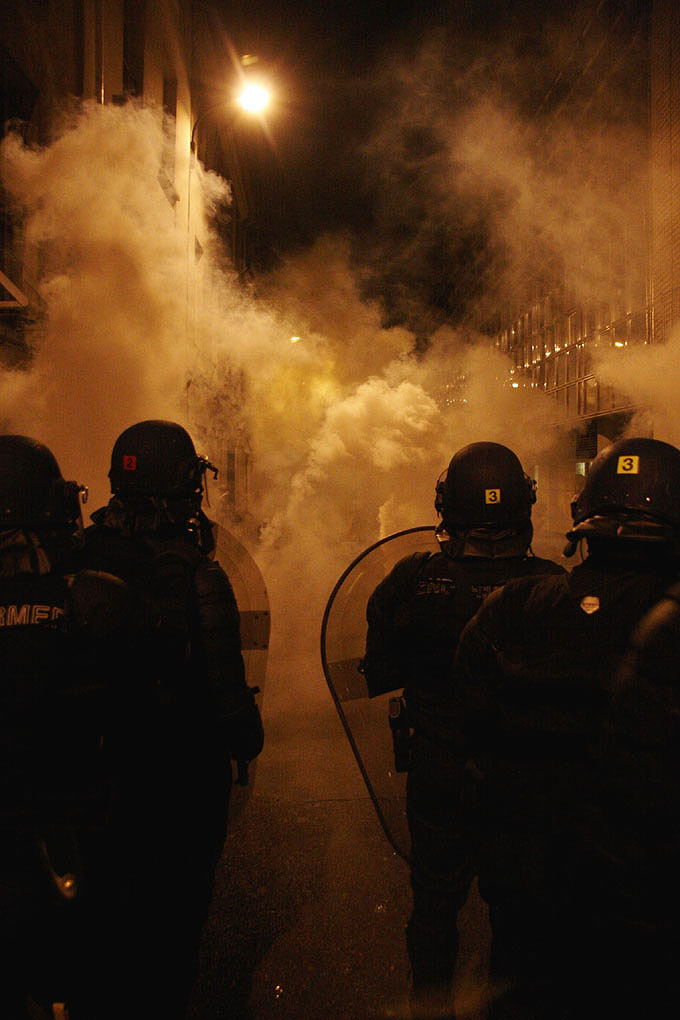
Hơi cay dùng tại Pháp năm 2007

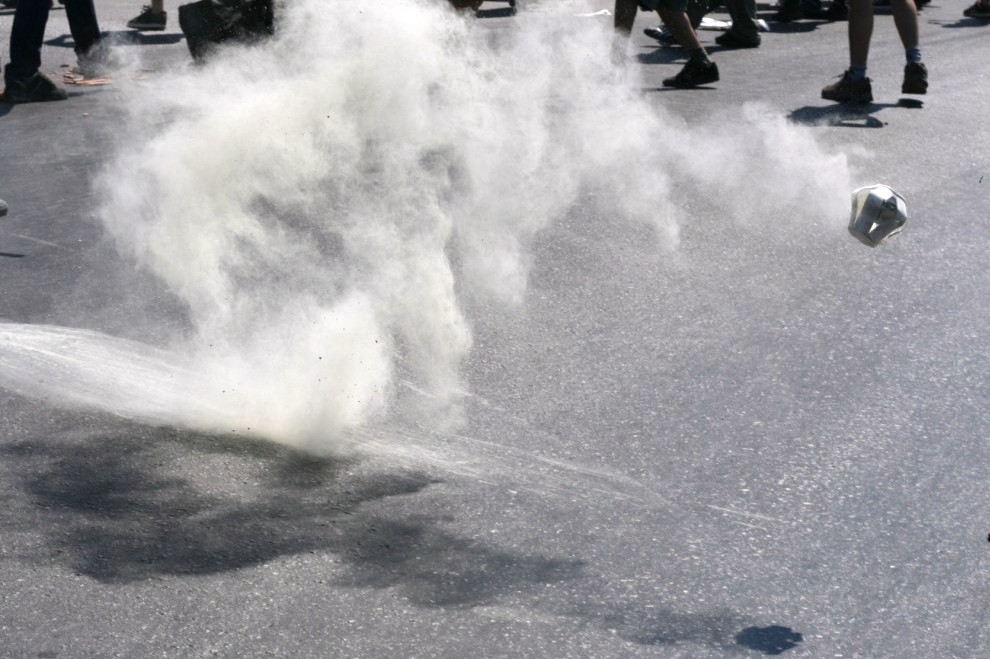
Bom hơi cay nổ khi ném chưa chạm đất

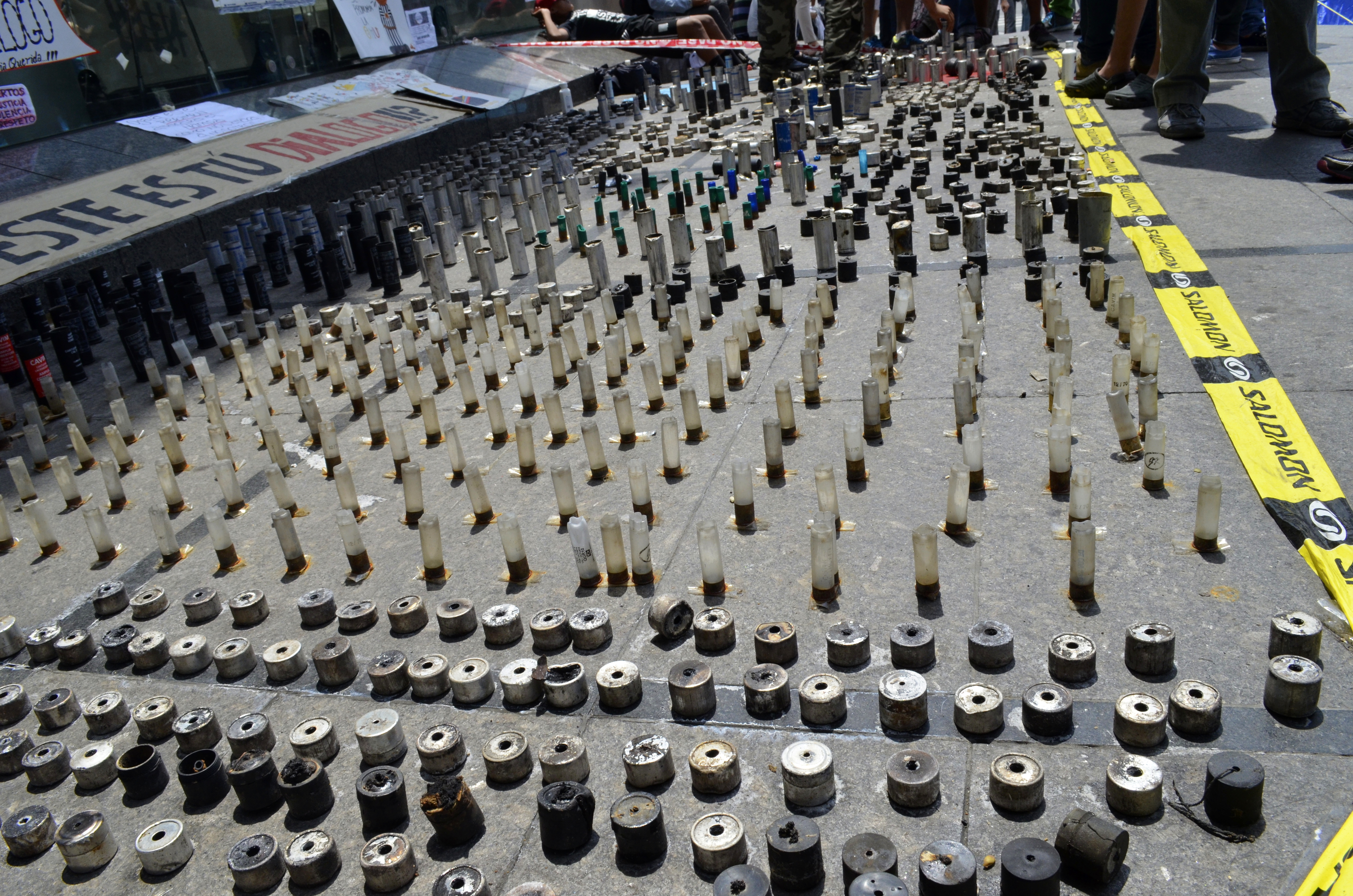
Hàng loạt tấm chắn hơi cay được sử dụng tại Venezuela năm 2014

Hơi cay, tiếng Anh: tear gas hoặc mace, là một vũ khí hóa học gây ra các kích ứng ở mắt, hệ hô hấp và da nghiêm trọng, làm đau, chảy máu, và thậm chí suy giảm thị lực. Khi tiếp xúc với mắt, nó kích thích các dây thần kinh của tuyến lệ làm chảy nước mắt. Các hơi cay phổ thông nhất gồm hơi cay hạt tiêu (OC gas), PAVA spray (nonivamide), CS gas, CR gas, CN gas (phenacyl chloride), bromoacetone, xylyl bromide, syn-propanethial-S-oxide (chất có trong hành tỏi), và Mace (một hỗn hợp có thương hiệu).
Các chất hơi cay thường dùng trong việc kiểm soát bạo loạn. Việc sử dụng chúng trong chiến tranh bị cấm bởi các hiệp ước quốc tế khác nhau. Trong chiến tranh thế giới thứ nhất, các chất hơi cay có độc mạnh tăng dần đã được sử dụng.